# Pseudochariesthes
Pseudochariesthes – rodzaj chrząszczy z rodziny kózkowatych i podrodziny Zgrzypikowych. 

## Zasięg występowania
Przedstawiciele tego rodzaju występują w Afryce od Wybrzeża kości Słoniowej i Somalii na płn. po Demokratyczną Republikę Konga na płd.

## Systematyka
Do Pseudochariesthes należą 4 gatunki:
- Pseudochariesthes nigroguttata
- Pseudochariesthes nobilis
- Pseudochariesthes plena
- Pseudochariesthes superba